# Coppa Italia di Legadue 2009
La Coppa Italia di Legadue 2009 è stata la quinta edizione della manifestazione. Il trofeo 2009 è noto come "Vanoli Cup" per ragioni di sponsorizzazione.

## Formula
La formula della manifestazione è quella delle "Final Four", cui partecipano le prime quattro squadre classificate al termine del girone di andata della Legadue 2008-2009. Semifinali e finale sono scontri a partita unica.
Sede degli incontri è il PalaRadi di Cremona.

## Tabellone
|  | Semifinali | Semifinali                | Semifinali   |              |                 | Finale          | Finale | Finale |  |
|  |            |                           |              |              |                 |                 |        |        |  |
|  | 1          | Trenkwalder Reggio Emilia | 80           |              |                 |                 |        |        |  |
|  | 1          | Trenkwalder Reggio Emilia | 80           |              |                 |                 |        |        |  |
|  | 4          | Vanoli Soresina           | 88           |              |                 |                 |        |        |  |
|  | 4          | Vanoli Soresina           | 88           |              | Vanoli Soresina | Vanoli Soresina | 68     |        |  |
|  |            |                           |              |              | Vanoli Soresina | Vanoli Soresina | 68     |        |  |
|  |            |                           | Prima Veroli | Prima Veroli | 79              |                 |        |        |  |
|  | 2          | Cimberio Varese           | Prima Veroli | Prima Veroli | 79              | 92              |        |        |  |
|  | 2          | Cimberio Varese           |              |              |                 |                 |        |        |  |
|  | 3          | Prima Veroli              | 97           |              |                 |                 |        |        |  |

## Verdetti
Vincitrice della Coppa Italia: Prima Veroli
Formazione: Dawan Robinson, Marco Rossi, Ivan Gatto, Massimo Rezzano, Sergio Plumari, Franco Migliori, Afik Nissim, Michele Mian, Pietro Bianchi, Kyle Hines. Allenatore: Andrea Trinchieri.